# Fighting Fantasy
Fighting Fantasy är en serie spelböcker där läsaren själv är hjälten. Skaparna av serien är Steve Jackson och Ian Livingstone.
Fighting Fantasy var bland de första spelböckerna och blev oerhört populära, detta ledde till en svärm andra bokspel som utspelades i alla tänkbara miljöer. De sex första böckerna i serien gavs ut på svenska av Rabén & Sjögren.
Fighting Fantasy utspelar sig oftast, men inte alltid, i fantasyvärlden Titan. Titan består av de tre kontinenterna Allansia, The Old World och Khul.
Vissa Fighting Fantasy-äventyr är rena sci-fiäventyr som utspelar sig bland strålpistoler och rymdskepp. Andra utspelar sig efter katastrofen, och ytterligare andra hör hemma inom skräckgenren.

## Miljö
Majoriteten av Fighting Fantasy-böckerna utspelas i fantasyvärlden Titan. 46 av de 59 böckerna utspelas här, plus de fyra Sorcery!-böckerna. Titan är en klassisk fantasyvärld med magi, monster, flera icke-mänskliga varelser samt en uppsjö av gudar. Titan består av tre kontinenter; den av bokserien mest använda kontinenten Allansia, sedan The Old World och slutligen, den minst utforskade kontinenten, Khul. Det mesta av den information om världen Titan som framkommit genom åren i bokserien sammanställdes i en bok kallad Titan (Gascoigne, Jackson & Livingstone, 1986).